# 빌헬름 켐프
빌헬름 켐프(독일어: Wilhelm Kempff, 1895년 11월 25일 ~ 1991년 5월 23일)는 독일의 피아니스트이자 작곡가이다.
특히 베토벤 및 슈만 등의 곡, 즉 정통적 낭만주의의 흐름을 채용하는 피아노음악의 해석에 뛰어났다. 위터보크 태생이며 음악학교의 교장이자 오르가니스트이기도 했던 아버지의 영향으로 오르간의 연주에서도 소질을 보였고, 피아노 연주에서도 오르간적 색채를 보였다. 피아노는 베를린 고등음악학교에서 카를 발트에게서 배우고, 졸업할 무렵에는 피아노 및 작곡 두 과목에서 멘델스존상을 받았다. 20세 안팎부터 독주가로서 활약, 1924년에는 슈투트가르트 음악학교 교장에 취임하였다. 그는 결코 처음부터 명연주가적인 소질을 나타냈던 것은 아니었으나 음악에의 추구에 끊임없는 의욕을 보였고, 특히 베토벤 등 독일 고전음악에의 추구가 그의 음악적 테크닉을 개선케 하는 강력한 원동력으로 되었다. 1951년, 파리에서 베토벤의 모든 소나타의 연속 연주회를 개최하여 큰 호응을 얻었다. 베토벤의 피아노 소나타 전 32곡, 그 중에서도 후기 작품의 연주에 뛰어나며, 베토벤의 피아노 협주곡, 슈만의 <환상곡 다장조>, 바흐의 여러 작품 등의 연주에도 뛰어났다.